# Rivière des Escoumins
Der Rivière des Escoumins ist ein 84 km langer Fluss in der Verwaltungsregion Côte-Nord im Osten der kanadischen Provinz Québec.

## Flusslauf
Der Rivière des Escoumins durchfließt den Süden der MRC La Haute-Côte-Nord. Er hat seinen Ursprung in dem 594 m hoch gelegenen See Lac à l’Orignal. Am Oberlauf liegt der See Lac des Cœurs. Bei Flusskilometer 67 wird der Rivière des Escoumins von der Barrage Gorgotton zum Lac Gorgotton aufgestaut. Der Fluss strömt anfangs in südlicher, später in südsüdöstlicher und schließlich in südöstlicher Richtung. Der Rivière des Escoumins mündet schließlich bei Les Escoumins, 38 km nordöstlich von Tadoussac, in die Baie des Escoumins, eine kleine Bucht am Nordrand des Ästuars des Sankt-Lorenz-Stroms. Die Route 138 überquert den Fluss unmittelbar oberhalb dessen Mündung.

## Hydrologie
Der Rivière des Escoumins entwässert ein Areal von 800 km². Der mittlere Abfluss am Pegel 9 km oberhalb der Mündung beträgt 15,6 m³/s. Der Fluss führt gewöhnlich im Mai die größte Wassermenge mit im Mittel 62,2 m³/s.

## Flussfauna
Der Lachsbestand im Flusssystem gilt als ungefährdet.